# 中国十大名茶
中国十大名茶是十种在中国比较具有代表性的茗茶。不过，关于中国十大名茶说法不一，存在多个版本。

## 中国十大名茶（通说）
- 西湖龙井（浙江省杭州西湖的绿茶）
- 洞庭碧螺春（江苏省苏州太湖洞庭山的绿茶）
- 信阳毛尖（河南省信阳的绿茶）
- 都匀毛尖（贵州省都匀的绿茶）
- 黄山毛峰（安徽省黄山的绿茶）
- 六安瓜片（安徽省六安的绿茶）
- 君山银针（湖南省岳阳洞庭湖君山岛的黄茶）
- 安溪铁观音（福建省安溪的青茶）
- 武夷岩茶（福建省武夷山的青茶)
- 祁门红茶（安徽省黄山祁门的红茶）

## 常被列入十大名茶的其他名茶
- 太平猴魁（绿茶）
- 蒙顶山茶（绿茶）
- 庐山云雾（绿茶）
- 白毫银针 (白茶)
- 普洱茶

## 巴拿馬萬國博覽會
- 一等金質獎：河南信陽毛尖，安徽祁門红茶 、太平猴魁，浙江云和惠明茶，江西協和昌珠蘭精茶，福建閩北水仙（詹全圃）
- 二等銀質獎：福建閩北水仙（杨端圃李泉丰），廣西南山白毛茶，江西遂川狗牯腦。

## 中国国际茶叶博览会
西湖龙井、信阳毛尖、安化黑茶、蒙顶山茶、六安瓜片、安溪铁观音、普洱茶、黄山毛峰、武夷岩茶和都匀毛尖。这是继1958年之后，时隔59年，由农业部再次组织推出的第二次中国十大茶叶区域公用品牌评选。

## 其他中国十大名茶列表
- 解放日報1999年1月16日刊登：洞庭碧螺春，西湖龍井，安徽祁門紅，六安瓜片，屯溪綠茶，太平猴魁，西坪烏龍茶，云南普洱茶，庐山雲霧茶是中國十大名茶。

- 美聯社和紐約日報2001年3月26日同時公佈：西湖龍井，黃山毛峰，洞庭碧螺春，蒙頂甘露，信陽毛尖，都勻毛尖，廬山雲霧，六安瓜片，安溪鐵觀音，銀毫茉莉花是中國的十大名茶。

- 香港文匯報在2002年1月18日公佈：西湖龍井，洞庭碧螺春，黃山毛峰，君山銀針，信陽毛尖，安徽祁門紅，六安瓜片，都勻毛尖，武夷岩茶，安溪鐵觀音是中國的十大名茶。

- 中華茶文化研究中心董事長、浙江農業大學茶學系兼職教授陳文懷選西湖龍井、鐵觀音、祁紅、碧螺春、黃山毛峰、白毫銀針、君山銀針、蒙頂茶、凍頂烏龍茶及普洱茶為中國十大名茶。